# Slávistická 11
Slávistická 11 je prémiová značka piva vyráběného pivovarem Černá Hora patřícím do skupiny Pivovary Lobkowicz. Skupina je obchodním partnerem fotbalového mužstva SK Slavia Praha a Slávistická 11 je tak jejím klubovým pivem. První lahev připravila stáčecí linka v závodě ve Vysokém Chlumci 26. dubna 2019 přesně v 11 hodin a na etiketě ji podepsali záložník Petr Ševčík, asistent trenéra Pavel Řehák spolu se sládkem pivovaru Vítem Zrůbkem. Slavnosti byl navíc přítomen ještě tiskový mluvčí klubu Michal Býček.
Zájemcům je pivo k dispozici jak v pivovaru, tak rovněž ve fanshopu fotbalového klubu. Celkově pivovar plánoval při uvedení piva připravit na čtyři tisíce lahví moku, jež všechny stočil hned první den jeho produkce. Počet vycházel z počtu míst, jež jsou na pražském stadionu Slavie na severní tribuně v částech, které pravidelně obsazuje „kotel“ fanoušků, tedy nejvěrnější a při zápasech nejhlasitěji podporující fanoušci. V případě vyššího zájmu ale bude pivovar na poptávku reagovat výrobou dalších lahví Slávistické 11.